# Градища (Габреш)
Градища или Кале или Габрешкото кале (на гръцки: Γκρατίτσα, Κάλε, Καϊλάς) е средновековно укрепление в Южна Македония, Костурско, Гърция.

## Местоположение
Останките от крепостта са в Дъмбенската планина между селата Габреш (Гаврос) и Брезница (Ватохори). Крепостта има визуална връзка с разположената на юг крепост Градища. Разположена е над десния бряг на Рулската река (Ладопотамос), близо до параклиса „Свети Антоний“, и е охранявала пътя по нея.

## Описание
Това укрепление е извит трапец с квадратна кула. Друга квадратна кула е в контакт със западната стена. Николаос Муцопулос смята, че неговата структурата на стената на Габрешкото кале показва всички типични конструктивни особености на Юстиниановото строителство, но предполага, че на това място трябва да е имало антично укрепление, като се има предвид намирането на монета на Александър Велики и части от римски съдове от Антониос Керамопулос в по-широкия район.